# ノンソー・アノジー
ノンソー・アノジー（Nonso Anozie、1978年11月17日 - ）はイングランドの俳優。

## 略歴
イングランドの首都ロンドンのカムデンでナイジェリア生まれの両親のもとに生まれる。
2002年にロンドンの演劇学校であるセントラル・スクール・オブ・スピーチ・アンド・ドラマを卒業し、同じ2002年の夏に史上最年少でシェイクスピアの『リア王』に主演すると、2005年には『オセロ』での演技でイアン・チャールソン賞を受賞する。
その後はイギリスだけでなく米国でも活動し、様々なテレビドラマや映画に出演している。

## 主な出演作品

### 映画
- つぐない Atonement (2007)
- ロックンローラ RocknRolla (2008)
- ナニー・マクフィーと空飛ぶ子ブタ Nanny McPhee and the Big Bang (2010)
- コナン・ザ・バーバリアン Conan the Barbarian (2011)
- THE GREY 凍える太陽 The Grey (2011)
- エンダーのゲーム Ender's Game (2013)
- エージェント:ライアン Jack Ryan: Shadow Recruit (2014)
- サン・オブ・ゴッド Son of God (2014)
- シンデレラ Cinderella (2015)
- PAN 〜ネバーランド、夢のはじまり〜 Pan (2015)
- エンテベ空港の7日間 Entebbe (2018)
- アルテミスと妖精の身代金 Artemis Fowl (2020)

### テレビドラマ
- 占領者たちのイラク〜それぞれの闘い Occupation (2009) ※ミニシリーズ
- ゲーム・オブ・スローンズ Game of Thrones (2012) ※シーズン2の5エピソード
- 暴走地区-ZOO- Zoo (2015-2017) ※シーズン1から3まで
- ツタンカーメン 呪われた王家の血 Tut (2015) ※ミニシリーズ
- 真夏の夜の夢 A Midsummer Night's Dream (2016) ※テレビ映画
- マンダロリアン The Mandalorian (2023) ※ゴリアン・シャード　声の出演